# Hermann (Waldsassen)
Hermann war Abt des Klosters Waldsassen von 1212 bis 1220.
Nach Kaspar Brusch wurde Hermann erst 1214 gewählt und starb 1222 im Kloster Cîteaux. Bei Tirschenreuth wurde 1219 der Fischhof angelegt.